# 억례복류
억례복류(憶禮福留, ?~?)는 백제의 유민이다. 『신찬성씨록』에 의하면 근초고왕의 후손이라는 기록이 남아있다.
백제 멸망 후 여자신 등과 함께 백제부흥운동을 전개했지만, 663년에 백촌강에서의 패전으로 여자신, 달솔 목소귀자, 곡나진수 등과 함께 왜로 망명했다.
왜로의 망명 이후에는 왜에서 방위를 위해 성을 축조하는 일을 맡았다. 이후 야마토 조정으로부터 종6위하의 대산하에 봉해졌다.